# 安妮·戈隆
安妮·戈隆（Anne Golon，1921年12月17日—2017年7月14日）是一位法国作家，她是百劫紅顏的作者 。

## 生平
安妮·戈隆生于法国土伦。 她是科学家、法国海军上校皮埃尔·尚热 (Pierre Changeux) 的女儿。 她从小就对绘画和写作感兴趣，并在18岁出版了她的第一部小说 。第二次世界大战期间，她骑自行车穿越法国前往西班牙。 
2017年7月14日，她因腹膜炎在法国凡爾賽去世。 